# Paolo Giuseppe Maria Serci Serra
Paolo Giuseppe Maria Serci Serra (Nuraminis, 26 gennaio 1827 – Cagliari, 18 settembre 1900) è stato un arcivescovo cattolico italiano.

## Biografia
Nacque a Nuraminis il 26 gennaio 1827 dal cavaliere Felice Maria e dalla nobile donna Maria Luigia Serra.

### Formazione e ministero sacerdotale
Del clero dell'arcidiocesi di Cagliari, compì gli studi nel seminario di Cagliari dove conseguì la laurea in teologia nel 1849. Fu accademico di Superga e del Collegio teologico cagliaritano, vessillario di Santa Romana Chiesa, assistente al soglio pontificio, priore di San Saturnino, del Consiglio della S.R. Maestà. Fu direttore spirituale del Convitto nazionale e parroco della collegiata di Sant'Eulalia.

### Ministero episcopale
Nel 1871 fu eletto vescovo dell'Ogliastra; ricevette la consacrazione episcopale il 4 febbraio 1872. Si impegnò a riordinare la diocesi dopo la lunga vacanza, restaurò il seminario e la cattedrale, curando la formazione del clero e il laicato. Scrisse numerose lettere pastorali. Auspicò l'impianto di eucaliptus che si diceva, purificavano l'aria e combattevano la malaria, vera piaga delle popolazioni costiere.
Nel 1882 fu promosso arcivescovo di Oristano.
Nel 1892 fu nominato Arcivescovo di Cagliari con annessi titoli di Bonavoglia e Suelli, signore di San Pantaleo, Suelli e Santadi, oltre che Primate di Sardegna e Corsica, queste ultime tutte cariche spettanti all'epoca all'arcivescovo cagliaritano. 
Il 24 aprile 1885 riconsacrò il santuario di Nostra Signora di Bonaria, dopo che erano stati effettuati dei lavori; una grande lapide, fu posta a ricordo del duplice avvenimento. Morì a Cagliari il 18 settembre 1900.
È sepolto nella cappella degli arcivescovi del cimitero monumentale di Bonaria, vicino al nipote Igino Maria Serci Vaquer, vescovo di Ozieri figlio del fratello Celestino e della nobile donna Margherita Vaquer di Villasor. Il libro: I miei tre episcopati raccoglie i documenti più importanti da lui emanati.
Nella cattedrale di Cagliari vi è il monumento funebre in marmo con busto e stemma (un ovale; troncato: il primo d'azzurro alla fontana zampillante alta d'argento, posta sulla partizione; il secondo d'argento ai tre monti di verde uscenti dalla punta. Lo stemma circondato dal pallio in punta, cimato da una corona di conte, accollato alla croce doppia, accostata a destra dal pastorale e a sinistra dalla mitria, tutto sotto un cappello arcivescovile di verde. Il motto: Plus Pressa Plus Surgit), posto a sinistra nella cappella della Mercede. La lastra di marmo reca questa lunga iscrizione: sia scolpita nel marmo - come è scolpita nel cuore dei cagliaritani - la memoria dei solenni festeggiamenti - benedetti da Leone XIII - e coronati da regale munificenza - che clero e popolo - celebrava il 4 febbraio 1897 - nella ricorrenza del XXV anno della consacrazione - dell'arcivescovo - Paolo Maria Serci - nome veneratissimo e caro - presso ogni ordine di cittadini - di ogliastra di arborea e di cagliari - dove l'esimio presule - specchio di operosità e sapienza - nei cinque lustri del suo apostolato - trasse in alto i cuori - tenendo in dolce amplesso scienza e fede - religione e civiltà - il rev.mo capitolo - i parroci - dell'archidiocesi cagliaritana - interpreti del comune voto - questo monumento - pp - IV maggio MDCCCXCVIII - l.b. (Luigi Biginelli, canonico teologo di Torino).
Nella chiesa di San Pietro Apostolo a Nuraminis, del secolo XIV, da lui riconsacrata il 4 aprile 1898, vi sono numerosi suoi ricordi, tra i quali la lapide che era stata posta sulla casa natale dal comune di Nuraminis, essendo sindaco il cavaliere nobile don Francesco Vaquer Vacca, marito di donna Maria Efisia, sorella dell'arcivescovo.
Nella Cappella degli arcivescovi, del cimitero monumentale di Bonaria, la lapide sepolcrale in marmo, con stemma semplice (un ovale con l'arma Serci, senza timbrature) recita: Paulus Maria Serci - a Nuraminis - Archiepiscopus Calaritanus - Triplici Pastorali Redimitus Serto Aeterno Redimendus - Obiit Anno MCM Mensis September Die XVII - Annos Natus LXXIII - Eximia Omnibus Relinquens Pietatis Mansuetudinis Exempla - Oleastren Arboren Calaritana - Lugen Orant Ecclesiae.

## Genealogia episcopale e successione apostolica
La genealogia episcopale è:
- Vescovo William Coppinger
- Vescovo John Murphy
- Arcivescovo Patrick Joseph Carew
- Arcivescovo Giovanni Antonio Balma, O.M.V.
- Arcivescovo Paolo Giuseppe Maria Serci Serra

La successione apostolica è:
- Vescovo Palmerio Garau Onida (1895)
- Vescovo Salvatore Depau Puddu (1895)
- Vescovo Giuseppe Paderi Concas (1900)